# Alexander Pensel
Alexander Pensel (* 1986 in Berlin) ist ein deutscher Schauspieler.

## Leben
Alexander Pensel erhielt seine Ausbildung von 2007 bis 2011 an der Hochschule für Musik und Theater „Felix Mendelssohn Bartholdy“ Leipzig. Bereits in den Jahren 2009 und 2010 wirkte er im Schauspielstudio des neuen theaters Halle, seit 2011 hat er dort ein Festengagement.
Rollen Pensels waren bislang unter anderem Erich Spitta in Gerhart Hauptmanns Ratten, Thomas Stockmann in Ein Volksfeind von Henrik Ibsen, Professor Bernhardy in dem Schwank Pension Schöller von Carl Laufs und Wilhelm Jacoby oder der Maik in Tschick nach dem gleichnamigen Roman von Wolfgang Herrndorf.
Der Fernsehzuschauer kann Pensel seit 2009 gelegentlich als Gastdarsteller in verschiedenen Serien erleben. Er hat Wohnsitze in Leipzig und Berlin.

## Filmografie (Auswahl)
- 2009: Polizeiruf 110 – Der Tod und das Mädchen
- 2011: Stubbe – Von Fall zu Fall – Querschläger
- 2013: Das Adlon. Eine Familiensaga (3. Teil)
- 2013: In aller Freundschaft – Achillesferse
- 2014: Kleine Hände im Großen Krieg – The Pain
- 2015: SOKO Leipzig – Wem gehört die Stadt
- 2015: Die Klasse – Berlin 61
- 2016: Familie Dr. Kleist – Spätzünderin
- 2016: SOKO Leipzig – Der Strahl
- 2019: In aller Freundschaft – Große Kinder, große Sorgen
- 2021: In aller Freundschaft – Die Krankenschwestern – Die goldene Mitte
- 2021: SOKO Stuttgart: Goldregen